# Tu dirai/Sei ore
Tu dirai/6 ore è il secondo singolo discografico di Iva Zanicchi pubblicato nel 1963. Entrambi i brani non saranno mai inseriti in un album.

## Tracce
1. Zero in amore – 2:42 (Longo, Augusto Martelli e Marcello Minerbi)
2. 6 ore – 3:20 (Pierantoni)